# Cyril Collard
Cyril Collard (París, 19 de diciembre de 1957 - Versailles, 5 de marzo de 1993) fue un autor, director, compositor, y actor francés. Conocido internacionalmente por su visión del sida y de la bisexualidad en su obra artística, particularmente en su novela autobiográfica Les Nuits Fauves (Las Noches Salvajes) y su posterior recreación en la gran pantalla. Collard fue pionero en hablar abiertamente y sin autoconmiseración de su condición de seropositivo.

## Inicios
Nacido en el seno de una familia liberal de clase media francesa, Cyril fue alumno de una escuela católica de Versailles, para perseguir, más tarde, un título de Ciencias en la École centrale de Lille del que nunca se graduó.

## Obra literaria
- Condenado amor (1987)
- Las noches salvajes (1989)
- L'Ange Sauvage (1993)
- L'animal (1994)

## Las noches salvajes
La autobiografía de Collard Las noches salvajes (Les Nuits Fauves), que data de 1992 resultó ser su primer y único largometraje. En la película, dirigida e interpretada por él mismo, encarnaba a su alter ego sin falsos pudores. Un hombre bisexual, portador de VIH, que arrastraba dos relaciones paralelas en las que la pasión y la violencia se apareaban por igual. Ganadora de cuatro premios César (Mejor Edición, Mejor Ópera Prima, Mejor Actriz Revelación y Mejor Película) en 1993. Desafortunadamente Cyril no pudo asistir a la gala debido a que falleció tres días antes de la entrega.

## Otras obras como director
Como asistente de Dirección, Collard trabajó con Maurice Pialat, además de dirigir seis videos musicales entre los que se encuentran los del famoso grupo franco-argelino Carte de Séjour. También efectuó múltiples aportaciones como director de programas de televisión.

## Enfermedad
La propia experiencia de Collard como seropositivo influyó en su obra sin dramatismos ni tópicos. A pesar de que una enfermedad derivada del sida acabó con su vida a la edad de 36 años.